# The World of the Married
The World of the Married (hangul: 부부의 세계; RR: Bubu-ui Segye) är en sydkoreansk TV-serie som sändes på JTBC från 27 mars till 16 maj 2020. Kim Hee-ae, Park Hae-joon och Han So-hee spelar huvudrollerna.

## Rollista (i urval)
- Kim Hee-ae som Ji Sun-woo
- Park Hae-joon som Lee Tae-oh
- Han So-hee som Yeo Da-kyung
- Park Sun-young som Go Ye-rim
- Kim Young-min som Son Je-hyuk
- Chae Gook-hee som Sul Myung-sook
- Lee Geung-young som Yeo Byung-gyu
- Kim Sun-kyung som Uhm Hyo-jung
- Jeon Jin-seo som Lee Joon-young
- Shim Eun-woo som Min Hyun-seo